# Lista siturilor arheologice din județul Cluj - R
Lista siturilor arheologice din județul Cluj - R conține toate siturile arheologice din județul Cluj înscrise în Repertoriul Arheologic Național (RAN) și aflate în localități al căror nume începe cu litera R. RAN este administrat de Ministerul Culturii și Patrimoniului Național și cuprinde date științifice, cartografice, topografice, imagini și planuri, precum și orice alte informații privitoare la zonele cu potențial arheologic, studiate sau nu, încă existente sau dispărute.
Puteți căuta un sit din localitățile care încep cu litera R folosind formularul de mai jos sau puteți naviga prin toate siturile din județ la Lista siturilor arheologice din județul Cluj.
| Cod RAN                                  | Denumire | Localitate                              | Adresă                 | Datare                            | Descoperit | Coordonate                                      | Imagine           | Erori            |
| ---------------------------------------- | --- | --------------------------------------- | ---------------------- | --------------------------------- | ---------- | ----------------------------------------------- | ----------------- | ---------------- |
| 58696.01.01                              | Așezarea de la Roșieni - "La viile lui Brătășanu" / ansamblu anonim (Categorie: locuire civilă) (Tip: Așezare)       | sat Roșieni, comuna Mociu               | La viile lui Brătășanu | Sălcuța mil. IV - III a. Chr.     |            |                                                 | Încărcați imagine | Raportați eroare |
| 58696.01.02                              | Așezarea de la Roșieni - "La viile lui Brătășanu" / ansamblu anonim (Categorie: locuire civilă) (Tip: Așezare)       | sat Roșieni, comuna Mociu               | La viile lui Brătășanu | Ipotești - Cândești sec. IV - VII |            |                                                 | Încărcați imagine | Raportați eroare |
| 55883.01.01 (Cod LMI: CJ-I-m-B-07148.03) | Situl arheologic de la Rădaia - "Orat" / ansamblu anonim (Categorie: locuire civilă) (Tip: Așezare)                  | sat Rădaia, comuna Baciu                | Orat                   |                                   |            | 46°47′58″N 23°28′32″E / 46.79942°N 23.47542°E   | Încărcați imagine | Raportați eroare |
| 55883.01.02 (Cod LMI: CJ-I-m-B-07148.02) | Situl arheologic de la Rădaia - "Orat" / ansamblu anonim (Categorie: locuire civilă) (Tip: Așezare)                  | sat Rădaia, comuna Baciu                | Orat                   |                                   |            | 46°47′58″N 23°28′32″E / 46.79942°N 23.47542°E   | Încărcați imagine | Raportați eroare |
| 55883.01.03 (Cod LMI: CJ-I-m-B-07148.01) | Situl arheologic de la Rădaia - "Orat" / ansamblu anonim (Categorie: locuire civilă) (Tip: Așezare)                  | sat Rădaia, comuna Baciu                | Orat                   | sec. IV d.Hr.                     |            | 46°47′58″N 23°28′32″E / 46.79942°N 23.47542°E   | Încărcați imagine | Raportați eroare |
| 56247.01.01 (Cod LMI: CJ-I-s-B-07149)    | Tumulii de la Răscruci - "Dealul Prunilor" / ansamblu anonim (Categorie: descoperire funerară) (Tip: Grup de tumuli) | sat Răscruci, comuna Bonțida            | Dealul Prunilor        |                                   |            | 46°53′27″N 23°45′39″E / 46.8909°N 23.7608°E     | Încărcați imagine | Raportați eroare |
| 56247.02.01 (Cod LMI: CJ-I-s-B-07150)    | Tumulii de la Răscruci - "Gâlmeie" / ansamblu anonim (Categorie: descoperire funerară) (Tip: Grup de tumuli)         | sat Răscruci, comuna Bonțida            | Gâlmeie                |                                   |            | 46°53′23″N 23°46′48″E / 46.88982°N 23.7801°E    | Încărcați imagine | Raportați eroare |
| 59149.01.01 (Cod LMI: CJ-I-s-B-07152)    | Așezarea romană de la Recea-Cristur - "Ambruș" / ansamblu anonim (Categorie: locuire civilă) (Tip: Așezare)          | sat Recea-Cristur, comuna Recea-Cristur | Ambruș                 |                                   |            |                                                 | Încărcați imagine | Raportați eroare |
| 55614.01.01 (Cod LMI: CJ-I-s-A-07153)    | Așezarea romană de la Rediu / ansamblu anonim (Categorie: locuire civilă) (Tip: Așezare rurală)                      | sat Rediu, comuna Aiton                 |                        |                                   |            | 46°40′12″N 23°41′46″E / 46.67°N 23.69611°E      | Încărcați imagine | Raportați eroare |
| 56746.01.01 (Cod LMI: CJ-I-s-A-07154)    | Turnul roman de la Rugășești - "Dealul Podului" / ansamblu anonim (Categorie: fortificație) (Tip: Turn)              | sat Rugășești, comuna Cășeiu            | Dealul Podului         |                                   |            | 47°14′23″N 23°50′58″E / 47.23986°N 23.84943°E   | Încărcați imagine | Raportați eroare |
| 56247.03.01                              | Situl arheologic de la Răscruci - "Valea Someșului" / ansamblu anonim (Categorie: locuire civilă) (Tip: Așezare)     | sat Răscruci, comuna Bonțida            | Valea Someșului        |                                   |            | 46°54′16″N 23°46′58″E / 46.90434°N 23.78289°E   | Încărcați imagine | Raportați eroare |
| 56247.03.02 (Cod LMI: CJ-I-m-A-07151.02) | Situl arheologic de la Răscruci - "Valea Someșului" / ansamblu anonim (Categorie: locuire civilă) (Tip: Așezare)     | sat Răscruci, comuna Bonțida            | Valea Someșului        |                                   |            | 46°54′16″N 23°46′58″E / 46.90434°N 23.78289°E   | Încărcați imagine | Raportați eroare |
| 56247.03.03 (Cod LMI: CJ-I-m-A-07151.01) | Situl arheologic de la Răscruci - "Valea Someșului" / ansamblu anonim (Categorie: locuire civilă) (Tip: Așezare)     | sat Răscruci, comuna Bonțida            | Valea Someșului        |                                   |            | 46°54′16″N 23°46′58″E / 46.90434°N 23.78289°E   | Încărcați imagine | Raportați eroare |
| 56247.04.01                              | Așezarea Iclod de la Răscruci / ansamblu anonim (Categorie: locuire civilă) (Tip: Așezare)                           | sat Răscruci, comuna Bonțida            |                        | Iclod                             |            |                                                 | Încărcați imagine | Raportați eroare |
| 55883.02.01                              | Așezarea neolitică de la Rădaia / ansamblu anonim (Categorie: locuire civilă) (Tip: Așezare)                         | sat Rădaia, comuna Baciu                | Halta CFR              | Iclod - Petrești                  |            |                                                 | Încărcați imagine | Raportați eroare |
| 56247.06.01 (Cod LMI: CJ-II-a-A-07742)   | Castelul Banffy de la Răscruci / ansamblu Castelul Banffy (Categorie: construcție) (Tip: Castel)                     | sat Răscruci, comuna Bonțida            | 484                    | sec. XVIII                        |            | 46°54′23″N 23°46′28″E / 46.906517°N 23.774317°E | Încărcați imagine | Raportați eroare |
| 56247.05.01                              | Așezare medievală timpurie de la Răscruci - "Râtul boilor" / ansamblu anonim (Categorie: locuire) (Tip: Așezare)     | sat Răscruci, comuna Bonțida            | Râtul boilor           | sec. VIII d.Hr.                   |            |                                                 | Încărcați imagine | Raportați eroare |